# Colonia Vicente Guerrero, Atoyac de Álvarez
Colonia Vicente Guerrero är en ort i Mexiko.   Den ligger i kommunen Atoyac de Álvarez och delstaten Guerrero, i den södra delen av landet, 290 km söder om huvudstaden Mexico City. Colonia Vicente Guerrero ligger 33 meter över havet och antalet invånare är 442.
Terrängen runt Colonia Vicente Guerrero är platt åt sydväst, men åt nordost är den kuperad. Runt Colonia Vicente Guerrero är det ganska glesbefolkat, med 26 invånare per kvadratkilometer. Närmaste större samhälle är Zacualpan, 3,3 km nordväst om Colonia Vicente Guerrero. I omgivningarna runt Colonia Vicente Guerrero växer i huvudsak lövfällande lövskog.